# Ukośnikowate (ryby)
Ukośnikowate (Anostomidae) – rodzina słodkowodnych ryb kąsaczokształtnych (Characiformes), uznawana za takson siostrzany dla Chilodontidae. Wiele gatunków jest znanych w akwarystyce.

## Występowanie
Południowa część Ameryki Środkowej i Ameryka Południowa.

## Cechy charakterystyczne
Ciało torpedowate, często wydłużone, nieznacznie bocznie spłaszczone. Mała głowa z otworem gębowym w położeniu końcowym lub górnym, u niektórych nieznacznie przesuniętym w dół, z mięsistymi wargami. U większości gatunków występują zęby. Mają płetwę tłuszczową. Wiele ukośnikowatych (Anostomus, Abramites), podobnie jak przedstawiciele Chilodontidae, utrzymuje charakterystyczną, ukośną pozycję ciała, z głową skierowaną w dół. Taka pozycja ułatwia im pobieranie pokarmu z kamieni, korzeni lub sterczących ku górze pędów roślin. Pozostałe gatunki żerują przy dnie zbiornika.
Ukośnikowate osiągają długość od około 7 cm (Leporinus octomaculatus) do około 70 cm (Leporinus obtusidens). Większość jest roślinożerna lub detrytusożerna.

## Klasyfikacja
Rodzaje zaliczane do tej rodziny:
Abramites — Anostomoides — Anostomus — Gnathodolus — Hypomasticus — Laemolyta — Leporellus — Leporinus — Petulanos  — Pseudanos — Rhytiodus — Sartor — Schizodon — Synaptolaemus
Typem nomenklatorycznym jest Anostomus.

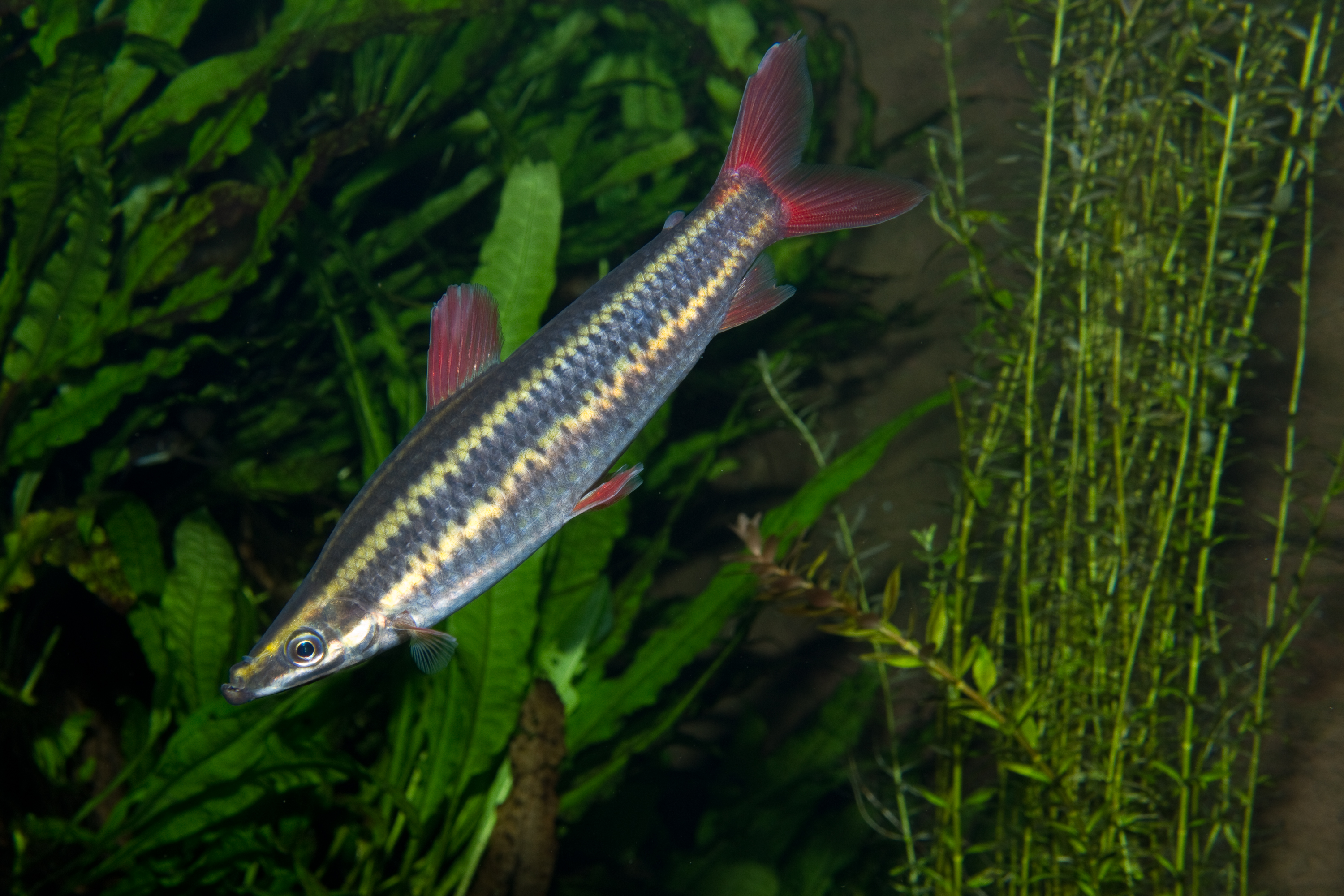
Anostomus anostomus